# Manuelita Sáenz (telenovela)
Manuelita Sáenz fue una telenovela colombiana realizada por la programadora Punch y transmitida por la Segunda Cadena de Inravisión entre 1978 y 1979. Estuvo protagonizada por María Eugenia Dávila y Álvaro Ruíz, con las participaciones especiales de Margoth Velásquez, Hernando Casanova y Ramiro Corzo.

## Sinopsis
La telenovela cuenta la historia de Manuelita Sáenz (María Eugenia Dávila) y su romance con Simón Bolívar (Álvaro Ruíz). Tuvo una excelente aceptación en el público, sin embargo hubo críticas respecto al poco parecido de Álvaro Ruíz con el histórico personaje. 
Fue uno de los primeros programas colombianos grabados en formato de color, a pesar de que su emisión se hizo en blanco y negro.

## Elenco
- María Eugenia Dávila - Manuelita Sáenz
- Álvaro Ruiz - Simón Bolívar
- Antonio Corrales - Daniel O'Leary
- Margoth Velásquez - Jonatás
- Delfina Guido
- Jaime Saldarriaga
- Roberto Reyes
- Alí Humar
- César Bernal
- Mario García
- Ramiro Corzo
- Carlos Ponton
- Mauricio Figueroa
- Gladys del Campo
- Hernando Casanova - Alcides de Mendoza
- Flor Vargas
- María Angélica Mallarino
- Erika Krum
- Carlos Barbosa
- Sofía Morales